# Glam punk
Pour les articles homonymes, voir GLAM.
Genres dérivés
Post-punk, rock gothique, new wave, glam metal, neo-glam
Genres associés
Protopunk, punk rock, hard rock, glam rock, blues rock, rock 'n' roll, heavy metal, garage punk
Glam punk (ou mock rock) est un terme utilisé rétrospectivement pour décrire le sous-genre musical de groupes qui produisaient au début des années 1970 une forme de protopunk incorporant des éléments de glam rock. Ces groupes comprennent les New York Dolls et Harlots of 42nd Street.

## Histoire
Le glam punk est considéré comme une réaction aux sensibilités folk hippie des années 1960. Lucy O'Brien (en) a défini le style des New York Dolls comme combinant « la vulgarité des Rolling Stones et d'importants emprunts à l'époque des girl group. ». Le groupe a été particulièrement influent sur la scène new-yorkaise du début des années 1970, ainsi que sur des musiciens de générations plus récentes, et leur style a été adopté par de nombreux groupes de New York, comme Harlots of 42nd Street, The Dictators ou The Fast. The Dolls se sont séparés en 1976, à un moment où ce style s'était déjà transformé en punk et avait commencé à évoluer vers la new wave.

## Influence
Le terme a aussi été utilisé pour décrire des groupes plus tardifs mélangeant esthétique glam et punk, comme Manic Street Preachers à leurs débuts. Le glam punk a été une influence majeure des groupes du revival post-punk (en) de New York comme D Generation, Toilet Böys et The Strokes.